# (3737) Бекман
(3737) Бекман (лат. Beckman) — сравнительно крупный астероид, относящийся к группе астероидов пересекающих орбиту Марса — занимается 17-е место по размеру среди астероидов этой группы. Принадлежит к светлому спектральному классу S. Он был обнаружен 8 августа 1983 года немецким астрономом Элеанор Хелин в Паломарской обсерватории и назван в честь американского химика Арнольда Бекмана. 

Орбита астероида Бекман и его положение в Солнечной системе